# Austrosimulium fulvicorne
Austrosimulium fulvicorne är en tvåvingeart som beskrevs av M. Josephine Mackerras 1950. Austrosimulium fulvicorne ingår i släktet Austrosimulium och familjen knott. Inga underarter finns listade i Catalogue of Life.